# Crucifix de Giotto à Padoue
Le crucifix de Giotto à Padoue est un crucifix monumental peint a tempera et or sur panneau de bois attribué à Giotto di Bondone, datable de  1304 environ, exposé au Musée civique  (dit aussi « des Eremitani ») de Padoue en Italie.

## Historique
Le crucifix provient de la chapelle des Scrovegni où il était  placé au centre de la chapelle, au-dessus de la barrière de l'iconostase. 
L'attribution à Giotto par  Giovanni Battista Cavalcaselle date de 1864 ; contestée par la critique elle fait l'unanimité aujourd'hui.

## Description
Destiné à la procession, il est conforme aux représentations monumentales du Christ en croix de l'époque, à savoir :
- Le Christ sur la croix est en position dolens (souffrant), le corps tombant, le ventre proéminent sur son perizonium, la tête penchée en avant touchant l'épaule, les côtes saillantes, les plaies sanguinolentes, les pieds superposés.
- Le crucifix est à tabellone (petits panneaux à scènes sur les extrémités de la croix : la Vierge Marie à gauche, les mains jointes, saint Jean apôtre à droite, la tête appuyée sur sa main droite, et en haut le titulus en rouge est surmonté d'un Christ bénissant accompagné du Livre, le panneau du bas trapézoïdal comprend le crâne d'Adam sous le tertre du Golgotha.

- Fond d'or ouvragé à motifs derrière le corps du Christ,
- Les  tabellone sont particulièrement ouvragés,  quadrilobés combinés en losange à angles sortants.
- Une frise également dorée chantourne tout le pourtour.